# Liste der Naturdenkmale in Biederbach
| Naturdenkmale | Anzahl |
| ------------- | ------ |
| FND           | 1      |
| END           | 0      |
| Gesamt        | 1      |

Die Liste der Naturdenkmale in Biederbach nennt die verordneten Naturdenkmale (ND) der im baden-württembergischen Landkreis Emmendingen liegenden Stadt Biederbach. In Biederbach gibt es insgesamt ein als Naturdenkmal geschützte Objekte, es handelt sich um ein flächenhaftes Naturdenkmal (FND), es gibt kein Einzelgebilde-Naturdenkmal (END).
Stand: 31. Oktober 2016.

## Flächenhafte Naturdenkmale (FND)
| Name                     | Bild | Kennung     | Einzelheiten       | Position | Fläche Hektar | Datum        |
| ------------------------ | ---- | ----------- | ------------------ | -------- | ------------- | ------------ |
| Burgersberg              | BW   | 83160030001 | Biederbach, Elzach | ⊙        | 1,1           | 1. März 1997 |
| Legende für Naturdenkmal |      |             |                    |          |               |              |